# Міхал Зиґмунт Станіславський
Міхал Зиґмунт Станіславський, або Міхал Зигмунт Станіславський (пол. Michał Zygmunt Stanisławski; пом. 1668) — польський шляхтич гербу Гриф, військовик, урядник Республіки Обох Націй (Речі Посполитої).

## Життєпис

герб Гриф

Син галицького каштеляна Адама Станіславського та Аґнешки Кшенжеловської — вдови Станіслава Сьонського.
Посідав уряди галицького хорунжого, сандецького каштеляна, київського воєводи.
У 1637 р. дав 2000 золотих для бурси при колегіумі єзуїтів у Барі. Очевидно, з ним у Лейвені на початку червня 1648 року зустрілися Марек та Ян Собеські, після чого поїхали до Брюсселю на урочистості з нагоди укладення миру між Іспанією та Республікою Об'єднаних Провінцій. У тому році повернувся додому, вступив до лав коронного війська.
Брав участь у битві під Берестечком, на другий день якої (29 червня) отримав кульове поранення. Його корогву розформували в битві під Батогом (очевидно, він був відсутній). У четвертому кварталі 1654 знову створив власну корогву, яка увійшла у склад полку яворівського старости Яна Собеського. Брав участь у битвах зі шведами. Єжи Себастьян Любомирський вислав його до Ю. Ракоція після інформації про ворожі починання останнього щодо Польщі. Перейшовши на сторону Д. Ракоці, 16 січня 1657 p. склав йому присягу вірності. У лютому 1658 р. закликав магістрат Львова піддатись Семигородцям. 2 лютого 1658 p. Ракоці видав універсал про охорону маєтностей М. З. Станіславського в Руському воєводстві, у тому числі Вербиців, Новосілок, Волі Вербовецької. Польський радник Ракоці аріянин Самуель Ґровдзький підозрював М. З. Станіславського в діяльності, узгодженій з Є. Любомирським.
У січні 1660 року взяв корогву панцерну після Миколи Святополка-Четвертинського. 31 серпня 1660 р. отримав від короля Яна II лист залізний, може, мав оберігати його від вироку суду за напад на маєтність Уланів Станіслава Ніщицького. Коронний Трибунал 1660 р. покарав його інфамією; маєтності, у тому числі ключ Дунаївці, конфісковані раніше, король переказав його швагру — белзькому воєводі Кшиштофові Конецпольському (після його смерті тримала сестра М. З. Станіславського  Констанція). Восени 1660 р. з власною корогвою брав участь у битві під Чудновом. Галицький сеймик для послів на сейм в інструкції вказав намагатись амністії для М. З. Станіславського. 9 травня 1663 року став сандецьким каштеляном.
У 1667 р. мав у коронному війську полк вершників з п'яти корогв. У вересні 1667 р. взяв участь у похороні Людвіки Марії в Кракові, 1 березня 1668 р. в урочистому в'їзді Яна Собеського на сейм. 19 червня 1668 р. як віцемаршалок підписався полоцький воєвода Ян Кароль Копець.
Очевидно, був похований у лютому 1669 у Львові.

### Власність
Посідав дідичні маєтності Дунаївці (Подільське воєводство), села у Краківському воєводстві, Руському (де між Заболотовом та селом пол. Dymitrze вибудував салітрню), Подільському та Сандомирському (Другня, Підстоли (Podstoły), Вежбе (Wierzbie), Сливниця (Śliwnice)); володів двором у Варшаві. Фундатор шпиталю для вояків у Кам'янці-Подільському, для нього надав села Голозубинці та Річинці (Rzeczyńce) в Подільському воєводстві; сейм 1667 р. затвердив надання. 30 грудня 1663 року друга дружина отримала від короля поширення на чоловіка свого права доживоття на селах Репехів, Баківці, Тибаківці, Лопатники.

### Сім'я
Перша дружина — Анна Шишковська; донька Анна — поетка, дружина: 1) Яна Казімежа Варшицького, краківського каштеляна, 2) Яна Збіґнєва Олесніцького — міністра королівського, К. Несецький у своєму гербівнику 1740 року стверджував про її шлюб з Олендзьким гербу Равич; 3) Яна Боґуслава Збовського — люблінського підкоморія.
Друга дружина — Анна з Потоцьких (пом. 1695; донька дідичів Золотого Потоку Стефана Потоцького — фелінського старости, брацлавського воєводи, та Марії Амалії Могилянки; її 3-й шлюб). Донька Евфрузина — дружина снятинського старости Пйотра Потоцького (разом із чоловіком — співфундатори костелу в Снятині); брацлавського воєводи князя Михайла-Юрія Чарторийського.